# Stockholm Open 1970
Lo Stockholm Open 1970 è stato un torneo di tennis giocato sul sintetico indoor. È stata la 2ª edizione dello Stockholm Open, del Pepsi-Cola Grand Prix 1970. Il torneo si è giocato al Kungliga tennishallen di Stoccolma in Svezia, dall'1 al 7 novembre 1970.

## Campioni

### Singolare
Stan Smith ha battuto in finale  Arthur Ashe con il punteggio di 5–7, 6–4, 6–4

### Doppio
Arthur Ashe /  Stan Smith hanno battuto in finale  Bob Carmichael /  Owen Davidson con il punteggio di 6–0, 5–7, 7–5